# Villa Literno
Villa Literno (Vico di Pantano fino al 1927) è un comune italiano di 13 033 abitanti della provincia di Caserta in Campania. Fa parte dell'agro aversano.

## Geografia fisica
Si trova nella pianura campana. Il territorio è zona bonificata.

## Storia

### L'età romana
In epoca romana la località era denominata Vicus Feniculensis con riferimento alle prime colture della zona addette alla produzione del fieno. La strada via Feniculense ne perpetua il nome in ricordo.
Si suppone che Vicus Feniculensis sia stata eretta a diocesi in epoca costantiniana (IV sec. d.c.). Con Cuma e Atella, Vicus Feniculensis fu forse una delle sedi episcopali che nel 1053 vennero incorporate nella diocesi di Aversa.

### Medioevo ed età moderna
Durante la dominazione normanna, tra i piccoli feudi in cui vennero smembrate le diocesi di Capua e di Aversa si trova notizia di San Sossio del Pantano, oggi zona periferica del comune, e di Vico di Pantano con chiaro riferimento alla zona acquitrinosa che circondava il paese. Durante il periodo svevo, il territorio fu possesso della famiglia De Apolita. Dopo il 1268, con la dominazione angioina il re Carlo I d'Angiò promosse la costruzione del castello, come riserva di caccia.
Ai primi del Trecento Vico di Pantano risulta posseduta da Michele de Cantono, di Messina, padrone del castello di Pantano, consigliere e familiare della regina consorte Sancha d'Aragona e del sovrano Roberto d'Angiò, dal quale aveva ricevuto i territori di Vico di Pantano e di Gaudo. All'epoca Vico di Pantano comprendeva le chiese di San Tammaro, di Santa Maria di Villa Vici, di Santa Maria da Savilone, di San Pietro, di San Marco e di Santa Maria del Pantano. Successivamente Vico di Pantano passò alla famiglia dei Carafa della Stadera per via dotale, in seguito del matrimonio di Francesco Malizia Carafa con Maria Origlia della Stadera. Nel 1528 Vico di Pantano ritornò alla Regia Corte insieme ad altri feudi della famiglia Carafa e quindi fu venduto ad Alfonso d'Avalos d'Aquino. Per lungo tempo il territorio fu oggetto di interventi di bonifica che, iniziati dal viceré di Napoli Pedro Álvarez de Toledo y Zúñiga, si protrassero nel tempo e continuarono sino ai giorni nostri ad opera del Consorzio di Bonifica del Bacino Inferiore del Volturno.

### Età contemporanea
Nel 1806 furono emanate le Leggi eversive della feudalità che comportarono la fine dei privilegi feudali nel Regno di Napoli e l'inizio dell'Amministrazione comunale.
Con la ripartizione territoriale del Regno di Napoli promossa nel 1806 da Giuseppe Bonaparte, Vico di Pantano fu incluso amministrativamente nella provincia di Terra di Lavoro, ed in particolare nel distretto di Caserta e nel circondario di Trentola. Nel 1927 su impulso del governo Mussolini la provincia di Terra di Lavoro fu soppressa e i suoi comuni ripartiti fra le province adiacenti. Vico di Pantano fu aggregata alla provincia di Napoli; contestualmente, la cittadina assunse la denominazione di Villa Literno,. Il nome richiama il sito archeologico di Liternum, situato sulle rive del lago Patria nell'omonima località frazione della città di Giugliano in Campania. Nel 1945, dopo la fine della seconda guerra mondiale, Villa Literno divenne parte della neocostituita provincia di Caserta.
Nel dopoguerra, le vaste aree bonificate dell'agro del Volturno resero Villa Literno uno dei principali centri di una fiorente agricoltura intensiva, soprattutto per la produzione del pomodoro. Il comune divenne così uno tra i più rilevanti attrattori di immigrazione straniera in Italia: numerosi furono infatti gli stranieri, per lo più africani, che vi confluivano allo scopo di cercare impiego come braccianti. A Villa Literno come negli altri centri vicini, gli immigrati erano però sottoposti a durissime condizioni di lavoro, sotto il giogo del caporalato, e alloggiavano i ricoveri di fortuna come casolari privi di servizi che a mano a mano diedero vita al cosiddetto ghetto di Villa Literno.
La convivenza degli immigrati con la popolazione locale assunse presto forme conflittuali, e alla fine degli anni ottanta portò all'organizzazione di vere e proprie ronde per allontanare i braccianti stranieri dai centri abitati. Non mancarono gli episodi di sangue, riconducibili tanto ad azioni camorristiche quanto a iniziative della criminalità comune. Emblematico fu, nel 1989, l'omicidio di Jerry Masslo, un rifugiato sudafricano impegnato nella raccolta del pomodoro che rimase vittima di una sparatoria nel corso di una rapina perpetrata ai danni degli immigrati. L'episodio ebbe vasta eco nell'opinione pubblica e culminò nel funerale di Stato. Nel 1994 il ghetto di Villa Literno fu distrutto da un incendio doloso, che il vescovo di Caserta Raffaele Nogaro definì un "incendio di Stato".

### Simboli
Lo stemma e il gonfalone sono stati concessi con decreto del presidente della Repubblica dell'11 maggio 1951. Il gonfalone è un drappo di azzurro.

## Monumenti e luoghi d'interesse
- Chiesa di Santa Maria Assunta, di antica fondazione e ricostruita parzialmente nel XIX secolo. Nella Santa Visita del 1560 la chiesa venne indicata anche come "Santa Maria del Castello di Vico Pantano".
- Cappella di Santa Maria del Pantano, luogo di ritrovo dei devoti soprattutto il giorno di martedì dopo Pasqua. Situata in località Pantano.
- Cappella di Santa Maria a Cubito (XIV secolo)[17], che ha ispirato il nome dell'omonima strada[18].
- Complesso Nostra Signora di Lourdes, consacrata nel 2019, è tra le più grandi della diocesi di Aversa.
- Riserva naturale della zona umida delle Soglitelle[19] inserita nel perimetro della Riserva naturale Foce Volturno - Costa di Licola.
- Resti del castello costruito verso il 1460.
- Statua di Giuseppe Garibaldi, realizzata nel 150º anniversario dell'unità d'Italia.[20]
- Antiche Masserie, testimonianze della civiltà contadina, come Masseria San Biagio.

## Società

### Evoluzione demografica
Abitanti censiti

### Etnie e minoranze straniere
Al 31 dicembre 2023 gli stranieri residenti a Villa Literno erano 1 774, pari al 12,74% della popolazione.

### Lingue e dialetti
Il dialetto casalese, nella parlata liternese, diffuso anche a Casal di Principe, San Cipriano d'Aversa e Casapesenna (ed, in misura minore, a Villa di Briano, Frignano e San Marcellino), è una variante del napoletano contraddistinta da alcune peculiarità fonetiche, morfologiche e sintattiche, ad esempio la sostituzione della vocale a con e, come nell'espressione "stej accis" (in luogo di "staj accis") usata per indicare una condizione miserevole.

### Tradizioni e folclore

#### Carnevale
I festeggiamenti del Carnevale di Villa Literno hanno origini antiche. La storia moderna del carnevale del paese ha inizio ufficialmente nel 1985. Da allora ogni anno viene organizzata la manifestazione con cortei mascherati, balli ed una gara tra i carri allegorici.

## Cultura

### Istruzione
La biblioteca comunale era situata in via Chiesa;

## Prodotti tipici

### Pomodoro
Il pomodoro rappresenta il simbolo culinario del comune, che difatti è tra i maggiori coltivatori. Ogni anno, nel periodo estivo, ricorre una festa dedicata proprio al pomodoro, organizzata dall'associazione Oro Rosso.

## Infrastrutture e trasporti

### Strade
Il territorio è attraversato in direzione nord-sud dalla via Santa Maria a Cubito (che presenta un tratto a due corsie per senso di marcia nel territorio di Giugliano in Campania immediatamente a sud del confine con Villa Literno) e in direzione est-ovest dalla SS 7 bis detta "Asse di supporto".

### Ferrovie
La stazione ferroviaria di Villa Literno, posta lungo la ferrovia Roma-Formia-Napoli e punto d'origine del cosiddetto "passante ferroviario di Napoli", è servita dai treni regionali.

### Mobilità urbana
Villa Literno è servita dalle linee bus A.IR (che esercita alcune linee ex CTP): 
- 05NA Aversa - Pinetamare (ex T51);
- 06NA Aversa - Villa Literno - Mondragone (ex M2B).

## Amministrazione
| Periodo           | Periodo           | Primo cittadino                                  | Partito                                               | Carica                    | Note                                                                      |
| ----------------- | ----------------- | ------------------------------------------------ | ----------------------------------------------------- | ------------------------- | ------------------------------------------------------------------------- |
| 1984              | 25 settembre 1987 | Vincenzo Tavoletta                               | PSI                                                   | Sindaco                   | [ 28 ]                                                                    |
| 25 settembre 1987 | 21 giugno 1988    | Nicola Pagano                                    | DC                                                    | Sindaco                   | [ 29 ]                                                                    |
| 21 giugno 1988    | 17 giugno 1993    | Aldo Riccardi                                    | DC                                                    | Sindaco                   | [ 29 ]                                                                    |
| 17 giugno 1993    | 14 novembre 1995  | Vincenzo Tavoletta                               | Lista civica                                          | Sindaco                   | [ 29 ]                                                                    |
| 14 novembre 1995  | 4 dicembre 1995   | Giovanna Via                                     | -                                                     | Commissario straordinario | [ 29 ]                                                                    |
| 4 dicembre 1995   | 30 aprile 1997    | Biagio Ucciero                                   | Lista civica (CSX)                                    | Sindaco                   | Consiglio sospeso                                                         |
| 30 aprile 1997    | 1º dicembre 1997  | Angelo Orabona                                   | -                                                     | Commissario straordinario | [ 29 ]                                                                    |
| 1º dicembre 1997  | 7 aprile 1998     | Biagio Ucciero                                   | Lista civica (CSX)                                    | Sindaco                   | [ 29 ]                                                                    |
| 8 maggio 1998     | 30 novembre 1998  | Paolino Maddaloni                                | -                                                     | Commissario straordinario | [ 29 ]                                                                    |
| 30 novembre 1998  | 3 febbraio 2003   | Nicola Tavoletta                                 | Lista civica (CSX)                                    | Sindaco                   | Dimissionario                                                             |
| 3 febbraio 2003   | 27 maggio 2003    | Immacolata Delle Curti                           | -                                                     | Commissario prefettizio   | [ 29 ] [ 30 ]                                                             |
| 27 maggio 2003    | 23 aprile 2009    | Enrico Fabozzi                                   | L'Ulivo Lista civica (CSX)                            | Sindaco                   | Eletto per due consiliature Scioglimento del Consiglio Comunale           |
| 23 aprile 2009    | 23 gennaio 2010   | Salvatore La Rosa, Giovanni Ricatti, Marco Serra | -                                                     | Commissione straordinaria | [ 31 ] [ 29 ]                                                             |
| 24 aprile 2010    | 3 settembre 2010  | Enrico Fabozzi                                   | Lista civica (CSX)                                    | Sindaco                   | Scioglimento annullato. Dimissionario perché eletto Consigliere regionale |
| 3 settembre 2010  | 2 febbraio 2011   | Antonio Ciliento                                 | Lista civica (CSX)                                    | Sindaco facente funzioni  | [ 29 ]                                                                    |
| 2 febbraio 2011   | 17 maggio 2011    | Walter Crudo                                     | -                                                     | Commissario straordinario | [ 29 ]                                                                    |
| 17 maggio 2011    | 4 ottobre 2021    | Nicola Tamburrino                                | Lista civica "Progetto Villa Literno" "#Responsabili" | Sindaco                   | Eletto per due consiliature                                               |
| 4 ottobre 2021    | in carica         | Valerio Di Fraia                                 | Lista civica "Essere Liternese"                       | Sindaco                   | [ 29 ]                                                                    |

## Sport
La società di calcio A.S.D. Villa Literno ha disputato campionati dilettantistici regionali. Nell'anno 2021-2022 vince il campionato di promozione ed approda per la prima volta nella sua storia al campionato di Eccellenza. Nella stagione 2025-2026 milita nel campionato di Prima Categoria.